# Pachyramphus marginatus
Pachyramphus marginatus là một loài chim trong họ Tityridae.